# Coupe des nations du Pacifique 2012
Navigation
Coupe 2011 Coupe 2013
La Coupe des nations du Pacifique 2012 (en anglais : Pacific Nations Cup 2012) est la septième édition de la compétition. Elle regroupe les équipes des Samoa, des Fidji, des Tonga et du Japon. La compétition se déroule du 5 juin au 23 juin 2012 en une phase de poule où chaque équipe rencontre une fois ses adversaires. L'équipe classée première est déclarée vainqueur. Les Samoa remportent leurs trois matchs et remportent la compétition avant le dernier match opposant les Fidji aux Tonga.

## Classement
| Rang | Pays      | J | V | N | D | Bo | Bd | Pm | Pe | Diff | Pts |
| ---- | --------- | - | - | - | - | -- | -- | -- | -- | ---- | --- |
| 1    | Samoa     | 3 | 3 | 0 | 0 | 0  | 0  | 76 | 70 | +6   | 12  |
| 2    | Fidji     | 3 | 2 | 0 | 1 | 1  | 1  | 80 | 65 | +15  | 10  |
| 3    | Tonga     | 3 | 1 | 0 | 2 | 0  | 1  | 59 | 69 | -10  | 5   |
| 4    | Japon (T) | 3 | 0 | 0 | 3 | 1  | 3  | 65 | 76 | -11  | 4   |

|  | Vainqueur de la compétition. |
|  | T : Tenant du titre 2011     |

Attribution des points : victoire : 4, match nul : 2, défaite : 0 ; plus les bonus (offensif : 4 essais marqués ; défensif : défaite par 7 points d'écart maximum).
Règles de classement : Lorsque deux équipes sont à égalité au nombre total de points terrain, la différence se fait aux nombres de point terrain particuliers entre les équipes à égalité.

## Calendrier

### 1rejournée
| 5 juin 2012 17 h 10 JST | Samoa | 20 – 18 (6 – 9) | Tonga                                                                                | Mizuho Rugby Stadium, Nagoya 4 565 spectateurs Arbitre : Wayne Barnes |
| 5 juin 2012 17 h 10 JST | Essai(s) : Tuigamala (42e), Lemi (49e) Transformation(s) : Anufe 2 (44e, 51e) Pénalité(s) : Anufe 2 (3e, 40e) |                 | Pénalité(s) : Morath 6 (6e, 20e, 35e, 46e, 54e, 59e) Carton(s) jaune(s) : Taufa (2e) | Mizuho Rugby Stadium, Nagoya 4 565 spectateurs Arbitre : Wayne Barnes |
| 5 juin 2012 17 h 10 JST | |                 |                                                                                      | Mizuho Rugby Stadium, Nagoya 4 565 spectateurs Arbitre : Wayne Barnes |

| 5 juin 2012 19 h 10 JST | Fidji | 25 – 19 (14 – 9) | Japon | Mizuho Rugby Stadium, Nagoya 6 036 spectateurs Arbitre : John Lacey |
| 5 juin 2012 19 h 10 JST | Essai(s) : Katonibau (20e), Nayacalevu (30e), Goneva (59e) Transformation(s) : Koroilagilagi 2 (21e, 32e) Pénalité(s) : Koroilagilagi 2 (41e, 51e) |                  | Essai(s) : de pénalité (62e) Transformation(s) : Goromaru (63e) Pénalité(s) : Goromaru 4 (5e, 10e, 19e, 44e) | Mizuho Rugby Stadium, Nagoya 6 036 spectateurs Arbitre : John Lacey |
| 5 juin 2012 19 h 10 JST | |                  | | Mizuho Rugby Stadium, Nagoya 6 036 spectateurs Arbitre : John Lacey |

### 2ejournée
| 10 juin 2012 12 h 10 JST | Fidji | 26 – 29 (13 – 18) | Samoa | Chichibunomiya Rugby Stadium, Tokyo 5 906 spectateurs Arbitre : Wayne Barnes |
| 10 juin 2012 12 h 10 JST | Essai(s) : Kenatale (10e), Talei (73e), Tuapati (79e) Transformation(s) : Koroilagilagi (11e) Pénalité(s) : Koroilagilagi 3 (3e, 24e, 60e) |                   | Essai(s) : Fa'osiliva (27e), Lemi 2 (29e, 50e) Transformation(s) : Anufe (28e) Pénalité(s) : Anufe 4 (5e, 21e, 67e, 77e) Carton(s) jaune(s) : Paulino (69e) | Chichibunomiya Rugby Stadium, Tokyo 5 906 spectateurs Arbitre : Wayne Barnes |
| 10 juin 2012 12 h 10 JST | |                   | | Chichibunomiya Rugby Stadium, Tokyo 5 906 spectateurs Arbitre : Wayne Barnes |

| 10 juin 2012 14 h 10 JST | Japon | 20 – 24 (10 – 17) | Tonga | Chichibunomiya Rugby Stadium, Tokyo 7 719 spectateurs Arbitre : Pascal Gaüzère |
| 10 juin 2012 14 h 10 JST | Essai(s) : Tui (13e), Goromaru (43e) Transformation(s) : Goromaru 2 (14e, 44e) Pénalité(s) : Goromaru 2 (19e, 69e) |                   | Essai(s) : Taufa (15e), Moa, (24e), Kaho (61e) Transformation(s) : Morath 3 (16e, 25e, 63e) Pénalité(s) : Morath (8e) Carton(s) jaune(s) : Kefu (70e) | Chichibunomiya Rugby Stadium, Tokyo 7 719 spectateurs Arbitre : Pascal Gaüzère |
| 10 juin 2012 14 h 10 JST | |                   | | Chichibunomiya Rugby Stadium, Tokyo 7 719 spectateurs Arbitre : Pascal Gaüzère |

### 3ejournée
| 17 juin 2012 14 h 10 JST | Samoa | 27 – 26 (14 – 16) | Japon                                                                                        | Chichibunomiya Rugby Stadium, Tokyo Arbitre : John Lacey |
| 17 juin 2012 14 h 10 JST | Essai(s) : Fotuali'i (31e), Lemalu 2 (38e, 61e) Transformation(s) : Anufe 2 (31e, 39e), Lui (62e) Pénalité(s) : Anufe 2 (43e, 65e) Carton(s) jaune(s) : Mulipola 17e, Taulafo (76e) |                   | Essai(s) : Tui (19e), Kikutani 2 (26e, 68e), Hirose (77e) Pénalité(s) : Goromaru 2 (7e, 11e) | Chichibunomiya Rugby Stadium, Tokyo Arbitre : John Lacey |
| 17 juin 2012 14 h 10 JST | |                   |                                                                                              | Chichibunomiya Rugby Stadium, Tokyo Arbitre : John Lacey |

| 23 juin 2012 15 h 40 UTC+12 | Tonga                                                               | 17 – 29 (9 – 7) | Fidji | Churchill Park, Lautoka 4 529 spectateurs Arbitre : Keith Brown |
| 23 juin 2012 15 h 40 UTC+12 | Essai(s) : Piutau (43e) Pénalité(s) : Morath 4 (21e, 28e, 31e, 61e) |                 | Essai(s) : Talebula 2 (19e, 64e), Naureure (47e), Mocetadra (71e) Transformation(s) : Ralulu 2 (19e, 47e), Talebula (71e) Pénalité(s) : Talebula (77e) | Churchill Park, Lautoka 4 529 spectateurs Arbitre : Keith Brown |
| 23 juin 2012 15 h 40 UTC+12 |                                                                     |                 | | Churchill Park, Lautoka 4 529 spectateurs Arbitre : Keith Brown |